# العلاقات السنغالية الجنوب إفريقية
العلاقات السنغالية الجنوب أفريقية هي العلاقات الثنائية التي تجمع بين السنغال وجنوب أفريقيا.

## مقارنة بين البلدين
هذه مقارنة عامة ومرجعية للدولتين:
| وجه المقارنة                                              | السنغال                                              | جنوب أفريقيا |
| --------------------------------------------------------- | ---------------------------------------------------- | --- |
| المساحة (كم2)                                             | 196.72 ألف                                           | 1.22 مليون |
| عدد السكان (نسمة)                                         | 15.85 مليون                                          | 57.73 مليون |
| الكثافة السكانية (ن./كم²)                                 | 80.57                                                | 47.32 |
| العاصمة                                                   | داكار                                                | بريتوريا، بلومفونتين، كيب تاون |
| اللغة الرسمية                                             | لغة فرنسية، اللغة الولوفية، باديارا ‏، اللغة البلنتية | لغة إنجليزية، اللغة الأفريقانية، اللغة النديبلي الجنوبية، اللغة السوثو الشمالية، اللغة السوتية، لغة سوازي، اللغة التسونجا، اللغة التسوانية، اللغة الفيندية، اللغة الكوسية، اللغة الزولوية |
| العملة                                                    | فرنك غرب أفريقي                                      | راند جنوب أفريقي |
| الناتج المحلي الإجمالي (بليون دولار)                      | 16.37 مليار                                          | 349.42 مليار |
| الناتج المحلي الإجمالي (تعادل القوة الشرائية) بليون دولار | 36.62 مليار                                          | 725.91 مليار |
| الناتج المحلي الإجمالي الاسمي للفرد دولار أمريكي          | 899                                                  | 5.72 ألف |
| الناتج المحلي الإجمالي للفرد دولار أمريكي                 | 2.33 ألف                                             | 13.05 ألف |
| مؤشر التنمية البشرية                                      | 0.466                                                | 0.666 |
| رمز المكالمات الدولي                                      | +221                                                 | +27 |
| رمز الإنترنت                                              | .sn                                                  | .za |
| المنطقة الزمنية                                           | 00                                                   | ت ع م+02:00، أفريقيا/جوهانسبرغ ‏ |

## منظمات دولية مشتركة
يشترك البلدان في عضوية مجموعة من المنظمات الدولية، منها:
| علم المنظمة | اسم المنظمة                                                | تاريخ انضمام السنغال | تاريخ انضمام جنوب أفريقيا |
| ----------- | ---------------------------------------------------------- | -------------------- | ------------------------- |
|             | وكالة ضمان الاستثمار متعدد الأطراف                         | 12 أبريل 1988        | 10 مارس 1994              |
|             | الأمم المتحدة                                              | 28 سبتمبر 1960       | 7 نوفمبر 1945             |
|             | العملية المشتركة للاتحاد الأفريقي والأمم المتحدة في دارفور | ?                    | ?                         |
|             | الفريق المعني برصد الأرض                                   | ?                    | ?                         |
|             | منظمة حظر الأسلحة الكيميائية                               | ?                    | ?                         |
|             | منظمة التجارة العالمية                                     | ?                    | 1995                      |
|             | منظمة الشرطة الجنائية الدولية                              | ?                    | ?                         |
|             | الاتحاد الأفريقي                                           | ?                    | 6 يونيو 1994              |
|             | البنك الإفريقي للتنمية                                     | ?                    | ?                         |
|             | مؤسسة التنمية الدولية                                      | 31 أغسطس 1962        | 12 أكتوبر 1960            |
|             | يونسكو                                                     | 10 نوفمبر 1960       | 4 نوفمبر 1946             |
|             | مجموعة دول أفريقيا والكاريبي والمحيط الهادئ                | ?                    | ?                         |
|             | الاتحاد البريدي العالمي                                    | ?                    | ?                         |
|             | البنك الدولي للإنشاء والتعمير                              | 31 أغسطس 1962        | 27 ديسمبر 1945            |
|             | الاتحاد الدولي للاتصالات                                   | 15 نوفمبر 1960       | 1910                      |
|             | مؤسسة التمويل الدولية                                      | 31 أغسطس 1962        | 3 أبريل 1957              |

## وصلات خارجية
- موقع وزارة الخارجية السنغالية
- موقع وزارة الخارجية الجنوب أفريقية